# Empis nodipoplitea
Empis nodipoplitea är en tvåvingeart som beskrevs av Steyskal 1965. Empis nodipoplitea ingår i släktet Empis och familjen dansflugor.
Artens utbredningsområde är New Mexico. Inga underarter finns listade i Catalogue of Life.